# Docteur Erika Werner
 (juin 2021).
Si vous disposez d'ouvrages ou d'articles de référence ou si vous connaissez des sites web de qualité traitant du thème abordé ici, merci de compléter l'article en donnant les références utiles à sa vérifiabilité et en les liant à la section « Notes et références ».
Docteur Erika Werner est un feuilleton télévisé franco-suisse en six épisodes de 60 minutes réalisé par Paul Siegrist diffusé à compter du 2 juin 1978 sur Antenne 2. Il s'agissait de la première apparition de Leslie Caron dans une série télévisée, sa carrière s'étant jusque là consacrée au cinéma et au théâtre. Cette œuvre s'inscrit dans le cadre de coproductions régulières durant les années 1970 entre les télévisions française et suisse proposant des intrigues sentimentalo-policières comme Les Dernières Volontés de Richard Lagrange, Le Premier Juré, Le Chirurgien de Saint Chad, Le Temps de vivre... Le Temps d'aimer.
La programmation française à compter du mois de juin ne fut pas judicieuse pour une grande audience, les deux derniers épisodes étant programmés en juillet, période estivale, jugée durant cette décennie défavorable aux séries télévisées, phénomène qui s'inversera dans les années 1980-90 avec les sagas de l'été. Cependant, la série fut rediffusée notamment en 1982 le dimanche après-midi sur FR3 et 1989 sur M6.
Erika Werner, en dehors du roman de Heinz Günter Konsalik, est le nom d'un personnage du Premier Juré en 1973 interprété par la comédienne Claude Valérie qui tient un petit rôle ici, celui de Sœur Germaine, directrice de la prison où est incarcérée l'héroïne. Il s'agissait de la part des auteurs du Premier Juré d'un clin d'œil à l'œuvre de Konsalik.
Dans les séries franco-suisses des années 1970, on retrouve souvent aux côtés de vedettes françaises des comédiens suisses récurrents, tel Daniel Stuffel que l'on peut voir dans Les Dernières Volontés de Richard Lagrange, Le Premier Juré, Docteur Erika Werner.
Le beau Paul Barge retrouve ici un rôle de lâche play-boy faisant le malheur de l'héroïne, rôle évoquant son interprétation de Numa face à Dominique Vernet incarnée par Brigitte Fossey dans Les Gens de Mogador.

## Synopsis
Chirurgienne dans un hôpital, Erika Werner pour sauver son amant le docteur Alain Bornand se laisse accuser et condamner pour la mort accidentelle d'une jeune femme maîtresse de Bornand. Elle découvre alors le monde cruel de la prison où ses codétenues lui reprochent ses origines bourgeoises. Son amant Alain Bornand ne cherche pas à rétablir la vérité et épouse la fille du directeur de l'hôpital qui lui fournit un faux alibi la nuit de l'accident mortel d'une se ses maîtresses, chose qui est reprochée à Erika Werner laquelle est condamnée pour un homicide volontaire par jalousie.

## Fiche technique
- Scénario : Jean-Louis Roncoroni d'après le roman de Heinz Günter Konsalik
- Musique : Thierry Fervant
- Assistant-réalisateur : Emmanuel Fonlladosa
- Directeur de la photo :  Igaal Niddam
- Coproduction : Antenne 2, Telvetia, SSR

## Distribution
- Leslie Caron : Docteur Erika Werner
- Paul Barge : Alain Bornand
- François Darbon : le professeur Rateneaux
- France Dougnac : Patricia Rateneaux
- Jean Vigny : le commissaire Herquin
- Claude Valérie : Sœur Germaine
- Daniel Stuffel : Malvy
- Catherine Lachens : Madeleine
- Françoise Engel: Sœur Marguerite